# 小草
小草（学名：Microchloa indica），为禾本科小草属下的一个植物种。种名indica意为印度的。